# Хотени (Марамуреш)
Хотени (рум. Hoteni) насеље је у Румунији у округу Марамуреш у општини Окна Шугатаг. Oпштина се налази на надморској висини од 456 m.

## Становништво
Према подацима из 2002. године у насељу је живело 376 становника, од којих су сви румунске националности.